# Cyclisme aux Jeux méditerranéens de 1959
Navigation
Édition précédente Édition suivante
Les compétitions de cyclisme sur piste ont été introduites lors des Jeux méditerranéens de 1959 et se sont déroulées à Beyrouth au Liban.
L'Italie a dominé les épreuves sur piste alors que l'Espagne s'est imposée sur route. 

## Programme
Six épreuves masculines sont au programme : 
- la course en ligne ;
- le classement par équipes ;
- la  vitesse individuelle ;
- le kilomètre ;
- la poursuite individuelle ;
- la poursuite par équipe.

## Podiums hommes

### Course sur route
| Compétitions                 | Or                          | Argent                   | Bronze                       |
| ---------------------------- | --------------------------- | ------------------------ | ---------------------------- |
| Course en ligne individuelle | Juan Sanchez Campos Espagne | Juan V. Mesquida Espagne | Miguel Martorell Pou Espagne |
| Classement par équipes       | Espagne                     | France                   | Maroc                        |

### Course sur piste
| Compétitions           | Or                     | Argent                      | Bronze                   |
| ---------------------- | ---------------------- | --------------------------- | ------------------------ |
| Vitesse individuelle   | Sante Gaiardoni Italie | Valentino Gasparella Italie | Sergio Bianchetto Italie |
| Kilomètre              | Sante Gaiardoni Italie | Valentino Gasparella Italie | Giuseppe Beghetto Italie |
| Poursuite individuelle | Mario Vallotto Italie  | Franco Testa Italie         | Marcel Delattre France   |
| Poursuite par équipes  | Italie                 | France                      | Maroc                    |

## Tableau des médailles
| Rang  | Nation  | Or | Argent | Bronze | Total |
| ----- | ------- | -- | ------ | ------ | ----- |
| 1     | Italie  | 4  | 3      | 2      | 9     |
| 2     | Espagne | 2  | 1      | 1      | 4     |
| 3     | France  | 0  | 2      | 1      | 3     |
| 4     | Maroc   | 0  | 0      | 2      | 2     |
| Total | Total   | 6  | 6      | 6      | 18    |